# Italia Express
Italia Express era il nome di una relazione ferroviaria istituita nel 1952 e soppressa nel 1994.

## Storia
La relazione, entrata in vigore dell'orario estivo del 1952, istituiva per la prima volta nella storia ferroviaria europea una coppia di treni internazionali tra l'Italia e la Danimarca attraverso Svizzera e Germania denominati rispettivamente "Italia - Skandinavien Express" sulla relazione Roma-Copenaghen e "Skandinavien - Italia Express" in senso contrario, coprendo una distanza tra le due capitali di oltre 2300 chilometri. Nel territorio italiano il percorso del treno prevedeva il transito sulla dorsale appenninica con fermate nelle stazioni di Firenze S.M.N., Bologna, Milano Centrale, Como San Giovanni e uscendo dal territorio italiano attraverso il transito di Chiasso. Entrando in Svizzera il treno percorreva le rampe del Gottardo non passando per la stazione di testa di Lucerna ma deviando per Wohlen/Aarau attraverso la Aargauische Südbahn, per poi, attraverso la Hauenstein, raggiungere a Basilea il confine con la Germania, dove il treno toccava gli importanti centri di Heidelberg, Francoforte, Bebra, Hannover, Amburgo, Flensburg, passando poi in territorio danese e a Fredericia, attraversando il Ponte del Piccolo Belt raggiungeva Nyborg, dove il treno veniva traghettato per raggiungere l'isola di Selandia dove si trova la capitale danese. A partire dal 1953 il percorso venne modificato da Hannover verso Lubecca per arrivare poi a Großenbrode, stazione nella quale l'intero convoglio veniva traghettato verso Gedser in Danimarca, da dove poi proseguiva verso Copenaghen, impiegando in questa parte finale del viaggio circa tre ore. Successivamente la relazione venne estesa alla penisola scandinava con una carrozza letti per Stoccolma che affrontava un ulteriore traghettamento tra il porto danese di Helsingør e il porto svedese di Helsingborg. La relazione che collegava Stoccolma a Roma, con una lunghezza di 2874 km, era una delle relazioni ferroviarie più lunghe d'Europa.
Nel 1960 il nome fu cambiato da "Italien Skandinavien Express" a "Italia Express" e il collegamento tra Hannover e Lubecca attraverso Amburgo.
A partire dall'entrata in vigore dell'orario estivo 1961 e fino all'entrata in vigore dell'orario estivo 1977 in composizione al treno una carrozza di 2ª classe Roma-Berlino delle DR che da Francoforte proseguiva per Berlino-Friedrichstraße.
Nel 1963 l'instradamento del treni venne modificato con lo spostamento del traghettamento tra Germania e Danimarca alle stazioni di Puttgarden e Rødby.
Nel tempo vennero aggiunte carrozze per Dortmund, Amsterdam, Calais Maritime, Bruxelles, con materiale rotabile DB, FS, SNCF, SNCB-NMBS e materiale CIWL.
Nel corso degli anni settanta-ottanta il Riviera Express è stato il partner stretto dell'Italia Express, in quanto nella stazione di Basilea SBB, nel periodo invernale, e nella stazione di Basilea Bad nel periodo estivo, cedeva al Riviera Express le carrozze provenienti da Roma e dirette a Dortmund ed Amsterdam, e riceveva a sua volta a Karlsruhe dal Riviera Express le carrozze da Ventimiglia e da Genova dirette a Puttgarden.
In composizione al treno in alcuni periodi carrozze ÖBB da Vienna e dirette a Puttgarden e Copenaghen che venivano agganciate al treno a Fulda.
Nel periodo invernale inoltre le carrozze per Calais Maritime e Bruxelles provenienti da Roma con l'Italia Express a Basilea venivano unite alle carrozze da Milano dirette a Calais Maritime e Bruxelles, che venivano istradate con il Riviera Express.
Nel periodo estivo il treno veniva diviso in quattro sezioni. Il motivo di questo spezzamento era da ricercare nell'aumento dell'afflusso dei viaggiatori e dei turisti nel periodo delle vacanze.
Il treno in partenza da Roma si sdoppiava con l'"Italia Express" con le carrozze per Oberhausen/Amsterdam/Berlino/København/Puttgarden e Milano, senza le carrozze letto per Amsterdam e Stoccolma e le carrozze per Dortmund che venivano istradate da Milano con un altro treno, con la medesima denominazione "Italia Express" che terminava la sua corsa a Francoforte. La carrozza diretta ad Amsterdam e quelle dirette a Oberhausen, partite da Roma, da Basilea proseguivano insieme alla carrozza letti per Amsterdam e alle carrozze per Dortmund, partite da Milano con il Riviera Express, mentre la carrozza diretta a Stoccolma proseguiva da Francoforte con l'"Italia Express" partito da Roma. Il treno nel periodo estivo non passava più da Basilea SBB ma solamente da Basilea Bad.
La carrozze per Bruxelles e Calais partivano da Roma con un altro treno con la medesima denominazione "Italia Express". Da Milano partiva un'altra sezione per Calais, con l'aggiunta di carrozze provenienti da Rimini e dirette a Bruxelles, che viaggiavano solamente nel periodo estivo; tra le due sezioni a Basilea SNCF avveniva lo scambi tra le carrozze dirette a Calais e quelle dirette a Bruxelles, con le due sezioni che da Basilea procedevano separatamente; nel periodo invernale le carrozze in partenza da Milano e dirette a Calais e Bruxelles venivano istradate con il Riviera Express e si ricongiungevano a Basilea con le carrozze dirette a Calais e Bruxelles provenienti da Roma, con le sezioni dirette a Calais e Bruxelles che si separavano poi a Thionville.
A partire dall'orario estivo 1977 vennero abolite le carrozze per Copenaghen e Stoccolma e la relazione limitata ad Amburgo-Altona e il treno in partenza da Roma Termini formato da sole carrozze letti e cuccette.
A partire dall'orario estivo 1979 la relazione limitata a Francoforte con il treno in partenza da Roma Termini formato da sole carrozze letti e cuccette.
Alla fine dell'estate 1994 la relazione venne abolita.